# Сирмијано (Болцано)
Сирмијано је насеље у Италији у округу Болцано, региону Трентино-Јужни Тирол.
Према процени из 2011. у насељу је живело 37 становника. Насеље се налази на надморској висини од 675 м.